# Druckkostenzuschuss
Der im Verlagswesen gebräuchliche Begriff Druckkostenzuschuss ist nicht eindeutig definierbar. Allgemeinere Begriffe sind Kostenzuschuss bzw. Publikationsgebühr. Gemeinsamer Nenner ist, dass eine Kostenbeteiligung beim Verlag durch den Autor erfolgt, die hinsichtlich ihres Anteils an den Kosten variiert und ggf. durch eine Förderung von Dritten übernommen werden kann. Verschiedentlich werden dabei Druckkosten (bzw. Herstellungskosten) und Publikationskosten unterschieden. Im Bereich der Wissenschaft ist dies ein notwendiges Verfahren für wissenschaftliche Werke, die aufgrund hoher Spezialisierung und geringer Auflage ohne finanzielle Hilfe gar nicht erscheinen könnten, oder wo wie bei Dissertationen meist eine Publikationspflicht besteht und ebenfalls die Nachfrage die Kosten nicht decken kann. Auch außerhalb der Wissenschaft sind solche Zuschüsse möglich für unbekanntere oder junge Autoren, um ihre Werke zu veröffentlichen und sich im Falle eines Misserfolgs abzusichern beziehungsweise die finanziellen Einbussen bereits im Vorfeld zu minimieren.
Auch einige Modelle von Open Access gehören dem Wesen nach zu diesen Modellen: Die Werke werden beim Verlag frei zugänglich gemacht und dafür sind Publikationsgebühren, in diesem Fall Article processing charges oder Book processing charges genannt, an den Verlag zu entrichten. Diese Gebühren werden ebenfalls meistens durch Dritte übernommen.

## Arten der Zuschüsse
Er kann für die Erstellung einer Veröffentlichung einen Zuschuss umfassen in Form:
1. einer verpflichtenden Abnahme von Autorenexemplaren gegen Bezahlung, die pflichtweise beispielsweise bei Dissertationen an Bibliotheken abgegeben werden müssen.
2. einer anteiligen oder vollständigen Übernahme der Kosten nur für den Druck bzw. die Herstellung[6][7][8]
3. einer Übernahme sämtlicher Kosten, auch jener, die über den Druck hinausgehen[8]
4. einer Übernahme sämtlicher Kosten für die Erstellung inklusive einer zuvor einkalkulierten Gewinnspanne für den Hersteller[6][7][8][9]

Im Zeitalter der digitalen Publikation wird anstelle von „Druckkostenzuschuss“ häufig von einer „Publikationsgebühr“ gesprochen.
Die Uneindeutigkeit des Begriffs resultiert nicht zuletzt auch daher, dass die Kosten für Druckerzeugnisse allein wegen der seit Mitte des 20. Jahrhunderts dafür einsetzbaren Druckverfahren wie Bleisatz-, Offset- und Digitaldruck erheblich variieren können und eine Kalkulation damit nicht einheitlichen Voraussetzungen unterliegt. Zudem wird die (anteilige) Übernahme dieser Kosten in der Regel jeweils projektbezogen ausgehandelt. Kostenvoranschläge dazu sind nicht wie bei den Self-Publishing-Plattformen im Vorfeld z. B. anhand transparent detaillierter Tabellen zu entnehmen und somit untereinander auch nicht vergleichbar.
Jong-Rak Shin zitiert in seiner Dissertation hierzu Eduard Schönstedt aus Der Buchverlag, wonach dieser angesichts derart unterschiedlich umfangreich zu leistender Zuschüsse zwischen „Druckkostenverlag“, „Herstellkostenverlag“ und „Selbstkostenverlag“ unterscheidet.

## Abgrenzungen
- Buchverlage im „traditionellen“ Sinne bzw. Publikumsverlage definieren sich gerade dadurch, dass sie das  gesamte unternehmerische Risiko übernehmen und demzufolge von ihren Autoren auch keinerlei Druckkostenzuschuss einfordern.

## Zuschussnehmer/-geber
Erhoben wurden und werden diese als „Druckkostenzuschuss“ bezeichneten Zuschüsse von Verlagen oder anderen Unternehmensformen, die
- als Fachverlage für wissenschaftliche Werke bzw. als Wissenschaftsverlage davon auszugehen haben, dass die von ihnen verlegten Werke (insbesondere Dissertationen) trotz und gerade wegen ihrer hohen Qualität oder/und ihres Anspruchs oder/und ihrer speziellen Thematik meist von vornherein nicht für einen großen Leserkreis bestimmt sind, deshalb nur eine niedrige Auflage haben und mit ihnen kein Gewinn zu erzielen ist. Auch bei wissenschaftlichen Zeitschriften, besonders im Bereich der Biowissenschaften und der Medizin, sind Druckkostenzuschüsse weit verbreitet und werden beispielsweise pro Farbabbildung erhoben.
- insbesondere (aber nicht ausschließlich) für die Erstellung belletristischer Werke seit den 1980ern zuweilen „fälschlicherweise“[12] u. a. als „Zuschussverlag“[13] bzw. „Druckkostenzuschussverlag“[12] auftreten, jedoch von Kritikern in Abgrenzung zu „regulären“ Verlagen wie z. B. dem Publikumsverlag laut Schönstedt eigentlich als „Selbstkostenverlag“[8] oder u. a. laut dem Aktionsbündnis für faire Verlage als „Pseudoverlag“[14][15] zu bezeichnen wären.

Geleistet wurden und werden diese als „Druckkostenzuschuss“ bezeichneten Zuschüsse:
- von Mäzenen wie z. B. bereits Anfang des 17. Jahrhunderts vom Kurfürstentum Sachsen[16] oder in heutiger Zeit insbesondere von Stiftungen zur Wissenschaftsförderung
- von Institutionen (z. B. Bibliotheken oder Universitäten)
- durch die Autoren selbst (z. B. von Doktoranden oder von „Vanity publishern“)

## Rechtliches
Das Bundesministerium für Finanzen in Österreich hat entschieden, dass von dritter Seite (z. B. durch Stiftungen) geförderte Druckkostenzuschüsse künftig genauso wie von Autoren geleistete Druckkostenzuschüsse dem vollen Umsatzsteuersatz unterliegen sollen. (Gültig ab der Veröffentlichung im Bundessteuerblatt, falls der Verleger-Ausschuss des Börsenvereins nicht davor Widerspruch veranlasst, unterstützt vom Hochschulverband mit einer Stellungnahme eines Ordinarius für Steuerrecht.)